# Vozera Tjarvjatka
Vozera Tjarvjatka (vitryska: Возера Чарвятка) är en sjö i Belarus.   Den ligger i voblasten Vitsebsks voblast, i den norra delen av landet, 210 km nordost om huvudstaden Minsk. Vozera Tjarvjatka ligger 131 meter över havet. Arean är 3,9 kvadratkilometer. Den sträcker sig 2,3 kilometer i nord-sydlig riktning, och 2,5 kilometer i öst-västlig riktning.
I omgivningarna runt Vozera Tjarvjatka växer i huvudsak blandskog. Runt Vozera Tjarvjatka är det ganska tätbefolkat, med 72 invånare per kvadratkilometer.